# شهرستان نوداوای (میزوری)
شهرستان نوداوای، میزوری (به انگلیسی: Nodaway County, Missouri) یک سکونتگاه مسکونی در ایالات متحده آمریکا است که در میزوری واقع شده‌است.